# Osamu Maeda
Osamu Maeda (前田 治, Maeda Osamu, Fukuoka, 5 september 1965) is een Japans voormalig voetballer die als aanvaller speelde.

## Clubcarrière
In 1984 ging Maeda naar de Tokai University, waar hij in het schoolteam voetbalde. Nadat hij in 1988 afstudeerde, ging Maeda spelen voor All Nippon Airways, de voorloper van Yokohama Flügels. Maeda veroverde er in 1993 de Beker van de keizer. In 9 jaar speelde hij er 164 competitiewedstrijden en scoorde 45 goals. Maeda beëindigde zijn spelersloopbaan in 1996.

## Japans voetbalelftal
Osamu Maeda debuteerde in 1988 in het Japans nationaal elftal en speelde 14 interlands, waarin hij 6 keer scoorde.

## Statistieken
| Japans voetbalelftal | Japans voetbalelftal | Japans voetbalelftal |
| Jaar                 | Wed.                 | Dlp.                 |
| -------------------- | -------------------- | -------------------- |
| 1988                 | 5                    | 1                    |
| 1989                 | 9                    | 5                    |
| Totaal               | 14                   | 6                    |